# Jacob Pebley
Jacob Pebley (né le 17 septembre 1993 à Corvallis) est un nageur américain, spécialiste du dos.

## Carrière
Il est médaillé de bronze sur 200 mètres dos aux Championnats du monde de natation 2017.